# Občanský institut
Občanský institut (OI) je český think tank (tj. instituce, jejímž cílem je podpora, šíření a rozvíjení jistých myšlenek a hodnot) konzervativně-křesťanského zaměření.
Působí jako spolek od roku 1991 a navazuje na pravicově křesťanský okruh disentu kolem Pavla Bratinky, pořádající před listopadem 1989 „bytové semináře“. Současným[kdy?] ředitelem OI je Roman Joch; další známí zaměstnanci institutu jsou či v minulosti byli Jaromír Žegklitz, Matyáš Zrno a Vojtěch Belling. Významnými externími spolupracovníky institutu jsou zejména filosof Jiří Fuchs, Michaela Freiová, Roman Cardal (bývalý přednášející filosofie na Katolické teologické fakultě Univerzity Karlovy, který dnes přednáší na VŠ CEVRO), Lukáš Tomko. Spoluzakladatel a do roku 2003 ředitel OI Michal Semín z něj odešel a založil Institut svatého Josefa, stojící napravo od OI. OI často spolupracuje s Mladými křesťanskými demokraty a Mladými konzervativci. V 90. letech byl považován za blízký ODA a rezervovaný vůči ODS. Ze zahraničních osobností má nejblíže k britskému filosofovi Rogeru Scrutonovi.

## Činnost občanského institutu
Svou činnost sám OI dělí do tří hlavních oblastí:
1. přednášky, semináře a konference zaměřené na otázky filosofické, teoretické a prakticko-politické; pracovníci OI se podílejí i na řadě přednáškových a publicistických aktivit jiných subjektů a přednášejí na vysokých školách
2. vydávání měsíčního Bulletinu OI (překlady článků ze zahraničních periodik či texty přednášek pořádaných OI) a neperiodických titulů (Studie OI, monografie a sborníky; díla klasiků konzervatismu a tradičního liberalismu jako Friedrich August von Hayek, Ludwig von Mises, Bertrand de Jouvenel; Whittaker Chambers: Svědek o špionážních aktivitách amerických komunistů ve 30.–50. letech)
3. provozování veřejně přístupné čítárny s několika tisíci převážně zahraničních knih a časopisů z oboru politické filosofie, politologie, ekonomie, práva, mezinárodní politiky ap.

Veřejnosti je znám především články svých členů (Mladá fronta DNES, Hospodářské noviny, Týždeň, Rodina.cz a další).
Pro své mladé příznivce každoročně pořádá v Krkonoších na Erlbachově boudě Letní školu Občanského institutu.

## Financování
Rozpočet OI v r. 2004 byl zhruba 4 milióny Kč, z čehož přes 40 % činí mzdové náklady. Zdrojem příjmů jsou dary a granty zejména zahraničních nadací a dalších nestátních či soukromých subjektů i jednotlivců (Martin Roman, Tomáš Chrenek, Jiří Skalický, Roman Češka). Mezi podporující nadace patří německá Nadace Hannse Seidela (německy Hanns-Seidel-Stiftung). Dříve Občanský institut podporovala i Nadace Konrada Adenauera (německy Konrad-Adenauer-Stiftung). Helsinská skupina pro lidská práva (nejde o známější Helsinské výbory a jejich ústřednu Mezinárodní helsinská federace) ve své zprávě o vývoji demokracie v České republice roku 2001 uvedla, že Občanský institut dostával finance od amerického letecké společnosti Lockheed Martin, která nabízela české armádě stíhačky F-16 Fighting Falcon.

## Názorové zaměření
Citace, u nichž není uveden jiný zdroj, pocházejí z webových stránek Občanského institutu (většinou byly tytéž texty zveřejněny i jinde).
Názorově má blízko např. ke zpravodajskému serveru Echo24, Aliance pro rodinu či Hnutí Pro život ČR.
- kritika (levicového) totalitarismu a levicového liberalismu („schopnost levicové mysli pro sebeklam je neomezená“ R. Joch, 17. 1. 2006) jako jeho bezprostředního pramene
- V zahraniční politice OI patří k předním českým centrům euroskepticismu. Podporuje USA obecně a George W. Bushe jmenovitě, invazi do Iráku („Kdyby byly oceňovány skutky a ne iluze, Nobelovu cenu míru by od roku 1945 každoročně získaly ozbrojené síly USA.“ R. Joch, 17. 1. 2006) a Izrael (resp. politiku vlád Ariela Šarona a Ehuda Olmerta) v konfliktu s Palestinci a arabskými zeměmi („charakter Izraele jakožto (pro)západní liberální demokracie v daném regionu, jež je obklíčena a napadána protizápadními, protiliberálními a protidemokratickými elementy… nejedná se o střet dvou rovnocenných protivníků, nýbrž o snahu uchránit politicky ušlechtilejší společnost proti mnohočetným místním politicky tyranským protivníkům… zápas Izraele za vlastní přežití proti stále neutuchajícím snahám Arabů o jeho zničení“, Závěr bulletinu č. 113, 1. ledna 2001).[5]

- konzervativně-prokřesťanský apologetismus (např. Ateismus – jeho dopad na rodinu, morálku a lidský život),[6] často též s prožidovským[zdroj?] nebo protiislamistickým důrazem, sympatie ke kreacionistické hypotéze inteligentního plánu
- konzervativní morálka (pracovníci OI často vystupují proti mravnímu relativismu, nihilismu, politické korektnosti, feminismu a politickým a společenským idejím postmodernismu)
- přirozené právo chápané jako objektivně existující důsledek lidské přirozenosti.
- nesouhlas s užíváním i propagací antikoncepce („Kondom snižuje integritu a důstojnost sexuálního aktu…“ R. Joch 25. 7. 2005)
- principiální odmítání interrupce jakožto vraždy; OI se výrazně angažuje v českém hnutí pro-life (Hnutí Pro život ČR).
- principiální odmítání eutanazie
- ostře negativní přístup k drogám (Roman Joch: „Můj osobní názor na drogy? Ty v západní civilizaci tradiční, alkohol a tabák, jsou (v rozumné míře) dobré, zatímco drogy ostatní, ty východní jako marihuana, hašiš, opium atd., jsou trapné. (…) Alkohol je nejen tradicí, ale i symbolem západní civilizace. Tedy té civilizace, která si cení jednotlivce a dospěla k ideálu jeho osobní a politické svobody.“[7]
- podpora adopcí a pěstounské péče proti ústavní výchově
- považování homosexuálního soužití za nemravnost – „svazky tolerovat ano; privilegovat, společensky uznávat a státem registrovat – nikoli“. („Ty konzervativní [důvody] říkají, že homosexuální soužití není mravně stejně dokonalé jako heterosexuální, neboť jednou z přirozených funkcí lidské sexuality (vedle např. prohloubení vztahu mezi partnery) je vznik nových generací, k čemuž homosexuální vztah nevede. Navíc jeho společenské uznání povede k požadavku na adopci dětí homosexuály, tedy jejich umístění v pro ně nepřirozeném prostředí. …mentalita registrovaného partnerství „my něco chceme, proto nám to stát musí dát“ nutně povede k požadavku na uznání incestních vztahů mezi dospělými, jakož i vztahů polygamních. „Já a mé čtyři ženy chceme registrované partnerství, jak to, státe, že nám je nechceš dát?“ Konečným důsledkem tohoto trendu bude odstraňování všech tabu v sexuální oblasti, což povede k ranější a častější sexualizaci dětí. …Pokud nějaká (privilegia), pak pro svazky, v nichž přicházejí na svět noví daňoví poplatníci…“ Roman Joch, MF DNES 15. 2. 2006; o registrovaném partnerství: „…výkon, spočívající v prostém podlehnutí vlastním sklonům. …něco, co pro nás nemá žádný význam a na čem není nic, co by bylo hodno obdivu.“ P. Bratinka, 2. 11. 2004)
- nadřazování hodnoty tradičně pojaté rodiny nad jinými způsoby života (kromě celibátu duchovních osob).
- podpora domácího vzdělávání („Rodičovské zaujetí a láska jsou rozhodujícími činiteli úspěchu domácí školy.“ M. Freiová, 1. listopadu 1996)